# Störe
Die Störe (Acipenseridae) sind eine Familie großer bis sehr großer urtümlicher Knochenfische. Sie leben in Europa, Nord- und Zentralasien sowie Nordamerika. Primär sind sie Meeresfische, die als anadrome Wanderfische zum Laichen in Süßgewässer aufsteigen. Die nordamerikanischen Schaufelstöre der Gattung Scaphirhynchus und einige Populationen anderer Störarten, z. B. des Sterlets (Acipenser ruthenus) und des nordamerikanischen See-Störs (Acipenser fulvescens), bleiben ständig im Süßwasser. Störe ernähren sich vor allem von wirbellosen Tieren, die beiden größten Arten als ausgewachsene Exemplare vor allem von anderen Fischen.
Da Störe insbesondere für die Gewinnung von Kaviar (aber auch zum Verzehr ihres Fleisches) getötet werden, sind mittlerweile alle Störarten vom Aussterben bedroht, obwohl ihr Wildfang gesetzlich verboten ist. Nach Angaben der Weltnaturschutzunion IUCN waren Störe bereits 2010 die am stärksten gefährdete Tiergruppe überhaupt.

## Verbreitung
Störe sind holarktisch, das heißt, sie leben ausschließlich in den höheren Breiten der Nordhalbkugel. Die Störe der Unterfamilie Acipenserinae kommen in Südosteuropa (Adria, Schwarzes Meer einschließlich Asowsches Meer) sowie in weiten Teilen Asiens vor. Dazu gehören die in das Schwarze Meer entwässernden Flüsse Kleinasiens, das Kaspische Meer, der angrenzende Teil des Iran, Westsibirien, das nördliche Ostsibirien (Unterlauf der Lena und Nebenflüsse) sowie Ostasien (Einzugsgebiet des Amur, Sachalin, Hokkaidō, Korea, Jangtsekiang und Perlfluss). Außerdem besiedeln sie küstennah zahlreiche Randmeere Eurasiens, darunter auch die Nord- und Ostsee, die Biskaya, das Weiße Meer, die Karasee, das Ochotskische, das Japanische, das Gelbe und das Ostchinesische Meer, sowie die Beringsee.
In Nordamerika kommen sie östlich der Appalachen, in den Großen Seen, im Sankt-Lorenz-Strom, in der Hudson Bay und in den Flüssen der pazifischen Küstenebene von Alaska (einschließlich der Aleuten) bis Kalifornien vor.
Die Schaufelstöre der Gattung Scaphirhynchus kommen ausschließlich im Süßwasser, in Flüssen im Einzugsgebiet des Mississippi und im Rio Grande vor, ihre Verwandten aus der Gattung Pseudoscaphirhynchus sind auf die Flüsse Amudarja und Syrdarja in Zentralasien beschränkt.

## Merkmale
Die meisten Störe werden zwischen einem und drei Meter lang. Die kleinste Art, der Kleine Amu-Darja-Schaufelstör (Pseudoscaphirhynchus hermanni), erreicht eine Länge von 27,5 cm, die größten, der Europäische Hausen und der Kaluga-Hausen (Huso huso und Huso dauricus), werden über fünf Meter lang und dabei zwischen einer und zwei Tonnen schwer. Sie sind damit die größten auch in Süßgewässern vorkommenden Fische. Plausibel ist daher die Herleitung des Namens aus althochdeutsch stôr, altnordisch stór „groß“.
Störe sind variabel gefärbt, meist hell- bis dunkelbraun, auch schiefergrau oder fast schwarz bis blauschwarz. Bei den Weibchen können die Ovarien bis zu 20 % des Gesamtgewichts ausmachen. Sie liefern den berühmten Kaviar. Im unteren Teil des Mitteldarms ist eine Spiralfalte ausgebildet.

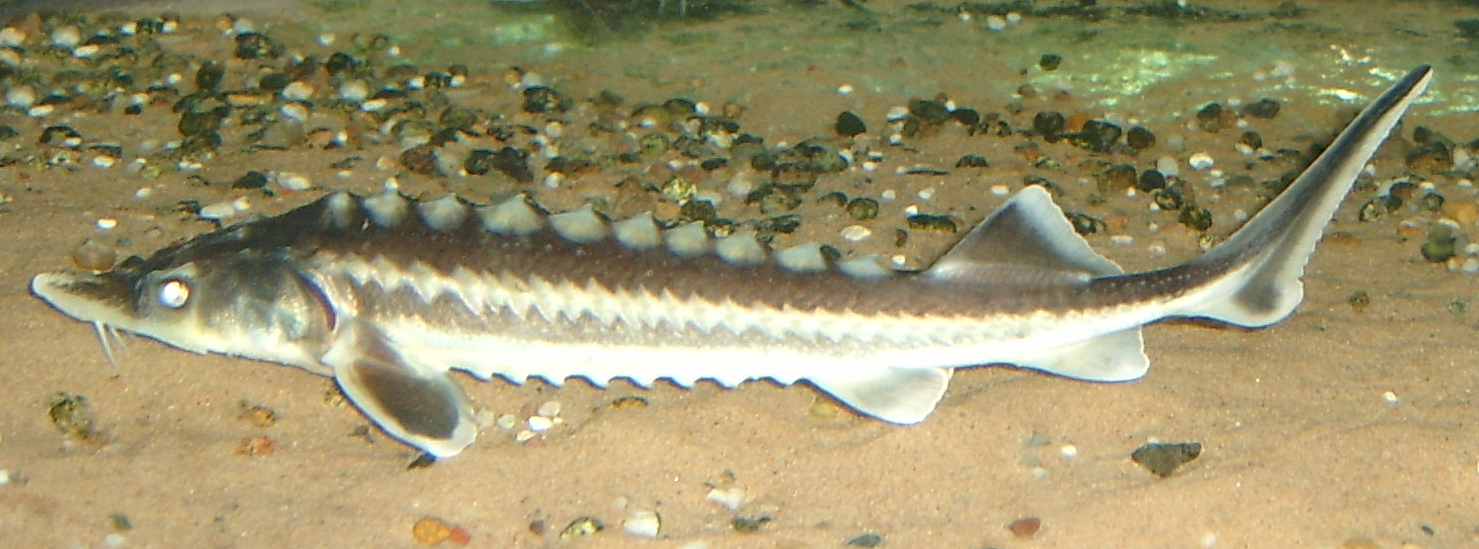
Russischer Stör (Acipenser gueldenstaedtii) mit deutlich sichtbaren Knochenplatten

Während im Grundbauplan der Störartigen die Rumpfbeschuppung stark reduziert ist, weist der schwere, langgestreckte Körper der Acipenseriden fünf Längsreihen gebuckelter Knochenplatten (Scuta) auf. Eine Reihe erstreckt sich entlang der Mittellinie des Rückens, zwei entlang den Seitenlinien und zwei an den äußeren Bauchseiten zwischen den paarigen Flossen. Da die Knochenplatten entlang den Körperkanten liegen, ergibt sich ein abgerundet fünfeckiger Querschnitt. Die Knochenplatten der Jungfische sind rau, bei den älteren Individuen sind sie glatt. Bei einigen Arten können sie mit fortschreitendem Alter teilweise verschwinden. Bei Scaphirhynchus bilden sie eine geschlossene Röhre um den Schwanzflossenstiel. Die restliche Haut ist nackt und körnig, mit kleinen Dentikeln oder Papillen (Ausstülpungen der Haut) versehen. Die Achse im oberen Schwanzflossenlobus (obere Flossenhälfte) ist mit schräg angeordneten, scharfen Ganoidschuppen (Fulcren) bedeckt.
Das Knochenskelett wurde sekundär weitgehend zu einem Knorpelskelett reduziert. Die Chorda dorsalis bleibt lebenslang erhalten, Wirbelkörper bilden sich nicht, sondern nur Neural- und Hämalbogen mit Zwischenstücken (Intercalaria). Die Intercalaria, die an die Hinterhauptregion anschließen, sind miteinander und mit dem hinteren Neurocranium verwachsen. Hier und noch ein Stück dahinter gibt es kurze Rippen. Störe haben eine größere Dichte als Süßwasser, die von einer dicken kollagenfaserreichen Wand umgebene Schwimmblase ist daher ziemlich groß. Wie im Grundbauplan der Actinopteri ist sie mit dem Vorderdarm dorsal verbunden. Luftatmung gibt es bei Stören aber nicht.
Die asymmetrische, mehr oder weniger gegabelte Schwanzflosse ist heterocerk (das Ende der Wirbelsäule biegt sich nach oben und stützt den oberen, größeren und fleischigen Teil der Schwanzflosse). In der Schwanzflosse lassen sich Hypuralia (Stützelemente des Schwanzflossenskeletts) und ventrale Schwanzflossenstrahlen unterscheiden. Eine einzelne Rückenflosse liegt weit hinten, vor dem Schwanzflossenstiel. Die Brustflossenbasis setzt niedrig an, die Bauchflossen befinden sich hinter der Körpermitte. Ein stachelartiger, erster Brustflossenstrahl, der bei einigen Arten verknöchert ist und auf einem gefensterten Brustflossen-Propterygium artikuliert, besteht aus zusammengewachsenen Flossenstrahlen. Die übrigen Flossenstrahlen sind fein gegliedert und viel zahlreicher als die sie stützenden Flossenträger (Pterygiophoren), die in drei Serien übereinander angeordnet sind.

### Kopf und Schädel
Der Kopf endet in einem harten verlängerten Rostrum, das konisch oder spatenförmig und oft etwas nach oben gebogen ist. Im Rostrum befinden sich Elektrorezeptoren. Es dient also als Sinnesorgan, außerdem hydrodynamisch als Auftriebshilfe. Einige Arten stöbern damit zur Futtersuche im Bodengrund. Die Kiefer der ausgewachsenen Tiere sind zahnlos. Auf dem Gaumen (unpaares „Palatinum“) stehen Querleisten, die funktionell Zähnen ähneln. Das unterständige Maul ist von fleischigen Lippen umgeben, durch die Homandibula weit vorstülpbar (protraktil) und mit einer vor ihm liegenden Querreihe von vier Barteln ausgestattet, die von knorpeligen Stäben gestützt werden und als Tast- und chemosensorische Organe dienen. Ein Spritzloch ist bei den Gattungen Acipenser und Huso vorhanden, bei den Schaufelstören (Pseudoscaphirhynchus und Scaphirhynchus) nicht. Störe haben weniger als 50 Kiemenreusenfortsätze (Spinae). Branchiostegalstrahlen sind bloß angedeutet.

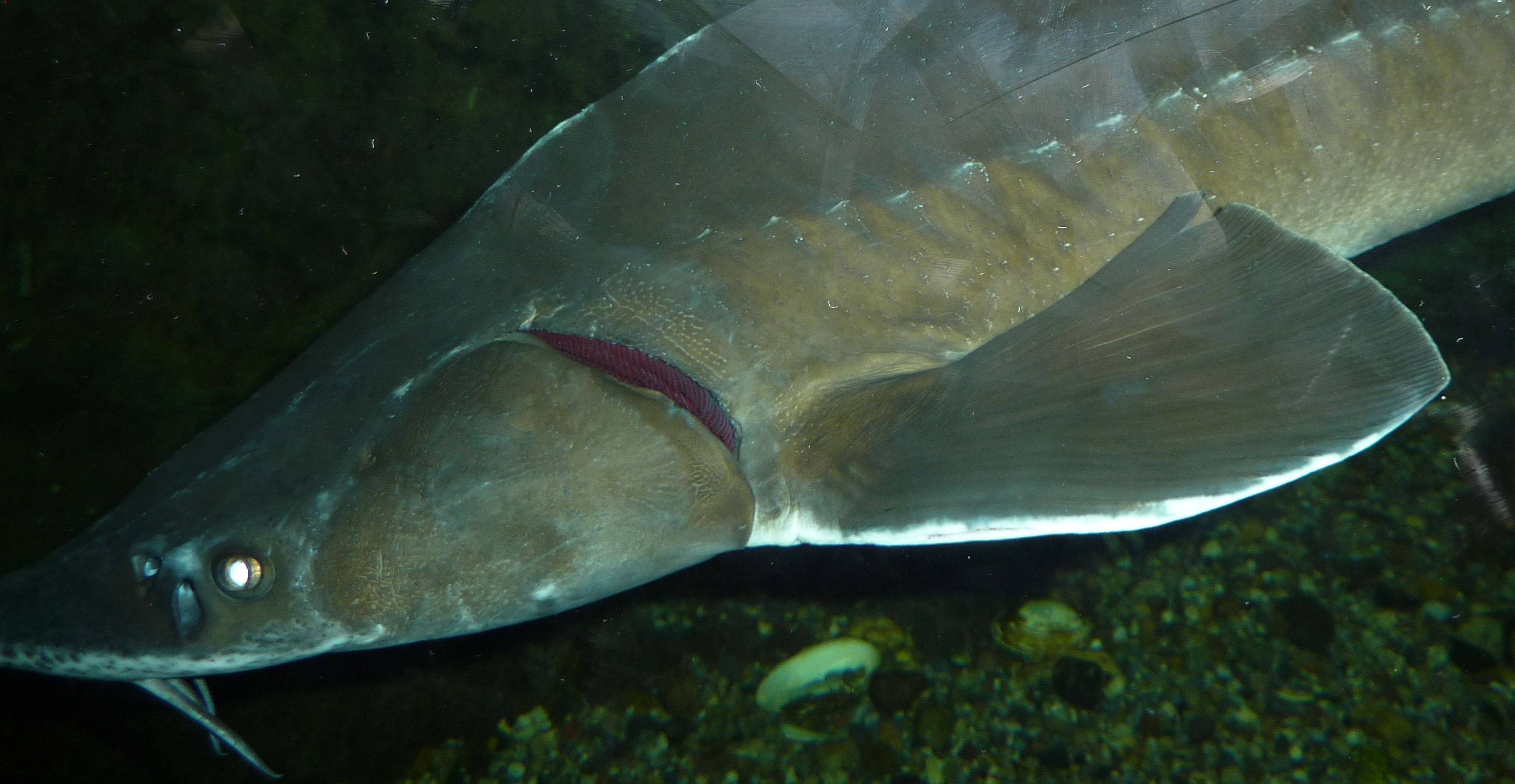
Vorderkörper des Sibirischen Störs mit den stets etwas geöffneten Kiemen

Der Kiemendeckel kann die Kiemen nicht völlig bedecken, die Kiemenspalte bleibt stets ein wenig offen, es gibt daher auch keine Saugpumpenphase der Atmung – die Störe verbrauchen wenig Sauerstoff und können dank der offenen Kiemenspalte mit dem Maul in Ruhe den Grund auf Nahrung durchmustern. Die Augen sind schwachsichtig, haben aber noch drei Sehpigmente wie die der wohl sehtüchtigeren Ahnenformen (von denen sehr wenig bekannt ist).
Der Kiemendeckel wird vor allem von einem starken Operculare gebildet (ein Suboperculare ist davon nicht abgegliedert), der Vordeckel (Präoperculare) besteht nur aus einigen Sinneskanalröhrchen. Das Präoperculare ist bei den moderneren Knochenfischen (Neopterygii) funktionell ein wichtiger Teil des Suspensoriums. Die Acipenseridae gehören aber zu den ursprünglicheren Knochenfischen und zudem ist ihr Kieferapparat stark abgewandelt und gleicht sekundär wieder dem hyostyler Haie. Die Kiemenmembranen sind am Isthmus, dem vordersten Teil der unteren Rumpfmuskulatur zwischen Schultergürtel und Zungenbeinen, angewachsen. Wie sonst nur noch bei den Knochenhechten (Lepisosteidae) befindet sich eine große Opercularkieme innen am Kiemendeckel.

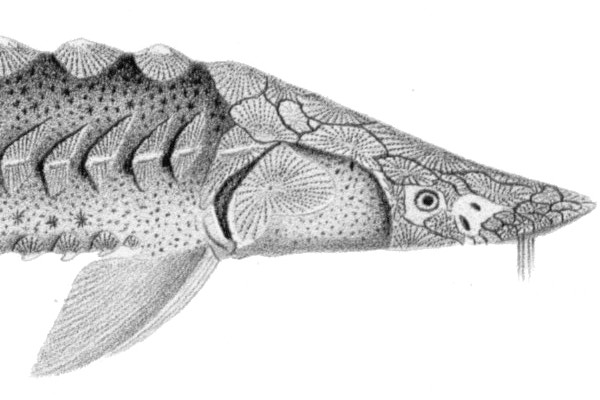
Kopf von Acipenser medirostris mit deutlich sichtbarem Dermatocranium

Der Schädel ist mit einer großen Zahl von Knochenplatten, dem Dermatocranium, gepanzert. Die hinterste dieser Knochenplatten, die unpaare Postoccipitale, ist gleichzeitig die erste Platte der Knochenplattenreihe auf dem Rücken. Auf dem Kopf folgen, von hinten nach vorne, das unpaare Dermosupraoccipitale, die paarigen Knochenplatten Supratemporale (manchmal mehrere auf jeder Kopfseite), Parietale, „Squamosum“, Postfrontalia und Frontalia. Zwischen den Frontalknochen befinden sich noch einige mittlere Knochenplatten (Medialia). Auf dem Rostrum findet man zahlreiche kleinere Knochenplatten (Rostralia), deren Anzahl sehr unterschiedlich ist.

### Karyotyp
Der Karyotyp der Störe gehört zu den kompliziertesten aller Wirbeltiere. Eine sehr große Zahl von Chromosomen ist vorhanden, die Hälfte davon sind Mikrochromosomen. Nach der Anzahl der Chromosomen lassen sich die Störe in zwei Gruppen unterteilen, diejenigen mit 120 Chromosomen, die wahrscheinlich diploid sind, und die mit 240 Chromosomen, für die Tetraploidie angenommen wird.

## Lebensweise
Störe leben auf dem Gewässergrund und ernähren sich vor allem von kleinen, bodenbewohnenden Organismen (Würmer, Krebstiere, Weichtiere, Insektenlarven), einige Arten auch räuberisch von größerer Beute wie Fischen. Sie sind langsame Dauerschwimmer, die mit ihren tragflächenartigen Brustflossen, ähnlich wie Haie, Auftrieb erzeugen. Störe sind sehr langlebig, für den Hausen liegt das maximale veröffentlichte Alter bei 118 Jahren. Ihre Geschlechtsreife erreichen sie erst nach einigen Jahren und sie laichen viele Male während ihres Lebens. Die Fortpflanzungszeit liegt im Frühjahr und im Sommer. Alle Störe vermehren sich im Süßwasser. Während der Wanderung ins Süßwasser fressen sie wenig oder nichts. Sie laichen in fließenden Gewässern mit Kies- oder Steinboden. Die froschlaichähnlichen, klebrigen Eier sinken nach dem Ablaichen auf den Gewässerboden. Die Jungfische schlüpfen schon nach wenigen Tagen, verbringen einige Jahre im Süßwasser und wandern dann allmählich ins küstennahe Meer ab.

## Systematik und Stammesgeschichte

### Äußere Systematik
Die Familie der Störe gehört, als Schwestergruppe der nur zwei Arten umfassenden Familie der Löffelstöre (Polyodontidae), zur Ordnung der Störartigen (Acipenseriformes). Neben diesen beiden Familien werden noch zwei ausgestorbene Familien störartiger Fische zu der Ordnung gezählt, die Chondrosteidae, die die Schwestergruppe der beiden rezenten Familien ist, und die Peipiaosteidae. Die Störartigen werden mit einer Reihe ausgestorbener Fischgruppen zur Unterklasse der Knorpelganoiden (Chondrostei) innerhalb der Klasse der Strahlenflosser (Actinopterygii) zusammengefasst.
Zu den Knorpelganoiden wurden und werden zum Teil noch immer alle Knochenfische gezählt, die ein den Stören vergleichbares Entwicklungsniveau erreicht haben. In dieser Zusammensetzung sind die Knorpelganoiden jedoch eine paraphyletische Gruppe, da sie nicht alle Nachkommen des jüngsten gemeinsamen Vorfahren beinhalten.
In der Kladistik wird nur noch ein Taxon Knorpelganoiden sensu stricto verwendet, zu dem nur die Störartigen und ihre engsten ausgestorbenen Verwandten gehören.
Die systematische Stellung verdeutlicht folgendes Kladogramm:
|  | Chondrosteidae †                                                                      |
|  |                                                                                       |
|  | \| \| Löffelstöre (Polyodontidae) \| \| \| \| \| \| Störe (Acipenseridae) \| \| \| \| |
|  |                                                                                       |
|  | Löffelstöre (Polyodontidae)                                                           |
|  |                                                                                       |
|  | Störe (Acipenseridae)                                                                 |
|  |                                                                                       |

|  | Löffelstöre (Polyodontidae) |
|  |                             |
|  | Störe (Acipenseridae)       |
|  |                             |

|  | Chondrosteidae †                                                                      |
|  |                                                                                       |
|  | \| \| Löffelstöre (Polyodontidae) \| \| \| \| \| \| Störe (Acipenseridae) \| \| \| \| |
|  |                                                                                       |
|  | Löffelstöre (Polyodontidae)                                                           |
|  |                                                                                       |
|  | Störe (Acipenseridae)                                                                 |
|  |                                                                                       |

|  | Löffelstöre (Polyodontidae) |
|  |                             |
|  | Störe (Acipenseridae)       |
|  |                             |

|  | Chondrosteidae †                                                                      |
|  |                                                                                       |
|  | \| \| Löffelstöre (Polyodontidae) \| \| \| \| \| \| Störe (Acipenseridae) \| \| \| \| |
|  |                                                                                       |
|  | Löffelstöre (Polyodontidae)                                                           |
|  |                                                                                       |
|  | Störe (Acipenseridae)                                                                 |
|  |                                                                                       |

|  | Löffelstöre (Polyodontidae) |
|  |                             |
|  | Störe (Acipenseridae)       |
|  |                             |

|  | Chondrosteidae †                                                                      |
|  |                                                                                       |
|  | \| \| Löffelstöre (Polyodontidae) \| \| \| \| \| \| Störe (Acipenseridae) \| \| \| \| |
|  |                                                                                       |
|  | Löffelstöre (Polyodontidae)                                                           |
|  |                                                                                       |
|  | Störe (Acipenseridae)                                                                 |
|  |                                                                                       |

|  | Löffelstöre (Polyodontidae) |
|  |                             |
|  | Störe (Acipenseridae)       |
|  |                             |

|  | ausgestorbene Gruppen |
|  | |

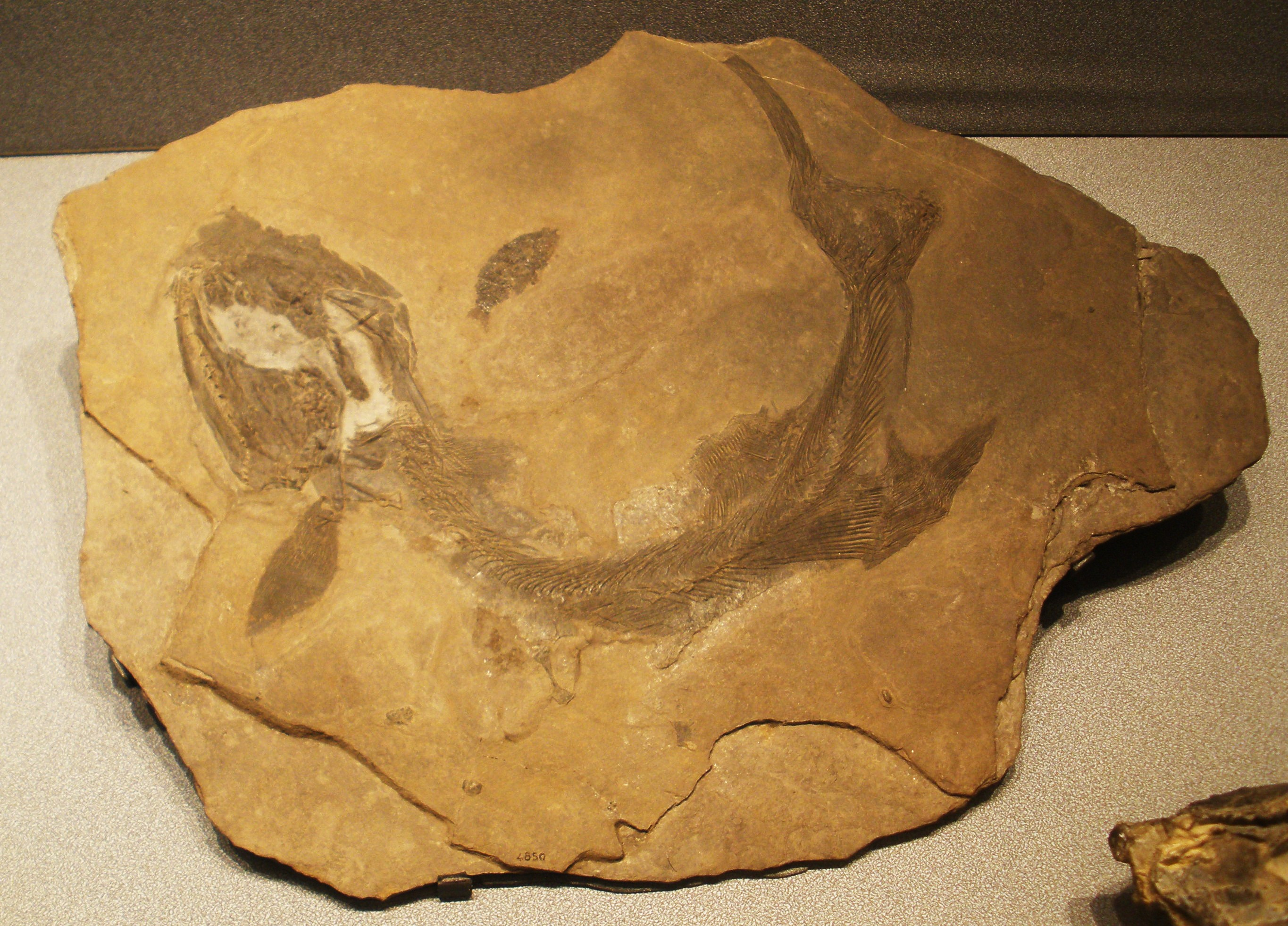
Birgeria sp., ein ausgestorbener Störverwandter

|  | \| \| der Knorpelganoiden sensu lato \| \| \| \| \| \| Neuflosser (Neopterygii) (alle moderneren Knochenfische) \| \| \| \| |
|  | |
|  | der Knorpelganoiden sensu lato                                                                                              |
|  | |
|  | Neuflosser (Neopterygii) (alle moderneren Knochenfische)                                                                    |
|  | |

|  | der Knorpelganoiden sensu lato                           |
|  |                                                          |
|  | Neuflosser (Neopterygii) (alle moderneren Knochenfische) |
|  |                                                          |

|  | Chondrosteidae †                                                                      |
|  |                                                                                       |
|  | \| \| Löffelstöre (Polyodontidae) \| \| \| \| \| \| Störe (Acipenseridae) \| \| \| \| |
|  |                                                                                       |
|  | Löffelstöre (Polyodontidae)                                                           |
|  |                                                                                       |
|  | Störe (Acipenseridae)                                                                 |
|  |                                                                                       |

|  | Löffelstöre (Polyodontidae) |
|  |                             |
|  | Störe (Acipenseridae)       |
|  |                             |

|  | Chondrosteidae †                                                                      |
|  |                                                                                       |
|  | \| \| Löffelstöre (Polyodontidae) \| \| \| \| \| \| Störe (Acipenseridae) \| \| \| \| |
|  |                                                                                       |
|  | Löffelstöre (Polyodontidae)                                                           |
|  |                                                                                       |
|  | Störe (Acipenseridae)                                                                 |
|  |                                                                                       |

|  | Löffelstöre (Polyodontidae) |
|  |                             |
|  | Störe (Acipenseridae)       |
|  |                             |

|  | Chondrosteidae †                                                                      |
|  |                                                                                       |
|  | \| \| Löffelstöre (Polyodontidae) \| \| \| \| \| \| Störe (Acipenseridae) \| \| \| \| |
|  |                                                                                       |
|  | Löffelstöre (Polyodontidae)                                                           |
|  |                                                                                       |
|  | Störe (Acipenseridae)                                                                 |
|  |                                                                                       |

|  | Löffelstöre (Polyodontidae) |
|  |                             |
|  | Störe (Acipenseridae)       |
|  |                             |

|  | Chondrosteidae †                                                                      |
|  |                                                                                       |
|  | \| \| Löffelstöre (Polyodontidae) \| \| \| \| \| \| Störe (Acipenseridae) \| \| \| \| |
|  |                                                                                       |
|  | Löffelstöre (Polyodontidae)                                                           |
|  |                                                                                       |
|  | Störe (Acipenseridae)                                                                 |
|  |                                                                                       |

|  | Löffelstöre (Polyodontidae) |
|  |                             |
|  | Störe (Acipenseridae)       |
|  |                             |

|  | ausgestorbene Gruppen |
|  | |
|  | \| \| der Knorpelganoiden sensu lato \| \| \| \| \| \| Neuflosser (Neopterygii) (alle moderneren Knochenfische) \| \| \| \| |
|  | |
|  | der Knorpelganoiden sensu lato                                                                                              |
|  | |
|  | Neuflosser (Neopterygii) (alle moderneren Knochenfische)                                                                    |
|  | |

|  | der Knorpelganoiden sensu lato                           |
|  |                                                          |
|  | Neuflosser (Neopterygii) (alle moderneren Knochenfische) |
|  |                                                          |

|  | Chondrosteidae †                                                                      |
|  |                                                                                       |
|  | \| \| Löffelstöre (Polyodontidae) \| \| \| \| \| \| Störe (Acipenseridae) \| \| \| \| |
|  |                                                                                       |
|  | Löffelstöre (Polyodontidae)                                                           |
|  |                                                                                       |
|  | Störe (Acipenseridae)                                                                 |
|  |                                                                                       |

|  | Löffelstöre (Polyodontidae) |
|  |                             |
|  | Störe (Acipenseridae)       |
|  |                             |

|  | Chondrosteidae †                                                                      |
|  |                                                                                       |
|  | \| \| Löffelstöre (Polyodontidae) \| \| \| \| \| \| Störe (Acipenseridae) \| \| \| \| |
|  |                                                                                       |
|  | Löffelstöre (Polyodontidae)                                                           |
|  |                                                                                       |
|  | Störe (Acipenseridae)                                                                 |
|  |                                                                                       |

|  | Löffelstöre (Polyodontidae) |
|  |                             |
|  | Störe (Acipenseridae)       |
|  |                             |

|  | Chondrosteidae †                                                                      |
|  |                                                                                       |
|  | \| \| Löffelstöre (Polyodontidae) \| \| \| \| \| \| Störe (Acipenseridae) \| \| \| \| |
|  |                                                                                       |
|  | Löffelstöre (Polyodontidae)                                                           |
|  |                                                                                       |
|  | Störe (Acipenseridae)                                                                 |
|  |                                                                                       |

|  | Löffelstöre (Polyodontidae) |
|  |                             |
|  | Störe (Acipenseridae)       |
|  |                             |

|  | Chondrosteidae †                                                                      |
|  |                                                                                       |
|  | \| \| Löffelstöre (Polyodontidae) \| \| \| \| \| \| Störe (Acipenseridae) \| \| \| \| |
|  |                                                                                       |
|  | Löffelstöre (Polyodontidae)                                                           |
|  |                                                                                       |
|  | Störe (Acipenseridae)                                                                 |
|  |                                                                                       |

|  | Löffelstöre (Polyodontidae) |
|  |                             |
|  | Störe (Acipenseridae)       |
|  |                             |

|  | ausgestorbene Gruppen |
|  | |
|  | \| \| der Knorpelganoiden sensu lato \| \| \| \| \| \| Neuflosser (Neopterygii) (alle moderneren Knochenfische) \| \| \| \| |
|  | |
|  | der Knorpelganoiden sensu lato                                                                                              |
|  | |
|  | Neuflosser (Neopterygii) (alle moderneren Knochenfische)                                                                    |
|  | |

|  | der Knorpelganoiden sensu lato                           |
|  |                                                          |
|  | Neuflosser (Neopterygii) (alle moderneren Knochenfische) |
|  |                                                          |

|  | Chondrosteidae †                                                                      |
|  |                                                                                       |
|  | \| \| Löffelstöre (Polyodontidae) \| \| \| \| \| \| Störe (Acipenseridae) \| \| \| \| |
|  |                                                                                       |
|  | Löffelstöre (Polyodontidae)                                                           |
|  |                                                                                       |
|  | Störe (Acipenseridae)                                                                 |
|  |                                                                                       |

|  | Löffelstöre (Polyodontidae) |
|  |                             |
|  | Störe (Acipenseridae)       |
|  |                             |

|  | Chondrosteidae †                                                                      |
|  |                                                                                       |
|  | \| \| Löffelstöre (Polyodontidae) \| \| \| \| \| \| Störe (Acipenseridae) \| \| \| \| |
|  |                                                                                       |
|  | Löffelstöre (Polyodontidae)                                                           |
|  |                                                                                       |
|  | Störe (Acipenseridae)                                                                 |
|  |                                                                                       |

|  | Löffelstöre (Polyodontidae) |
|  |                             |
|  | Störe (Acipenseridae)       |
|  |                             |

|  | Chondrosteidae †                                                                      |
|  |                                                                                       |
|  | \| \| Löffelstöre (Polyodontidae) \| \| \| \| \| \| Störe (Acipenseridae) \| \| \| \| |
|  |                                                                                       |
|  | Löffelstöre (Polyodontidae)                                                           |
|  |                                                                                       |
|  | Störe (Acipenseridae)                                                                 |
|  |                                                                                       |

|  | Löffelstöre (Polyodontidae) |
|  |                             |
|  | Störe (Acipenseridae)       |
|  |                             |

|  | Chondrosteidae †                                                                      |
|  |                                                                                       |
|  | \| \| Löffelstöre (Polyodontidae) \| \| \| \| \| \| Störe (Acipenseridae) \| \| \| \| |
|  |                                                                                       |
|  | Löffelstöre (Polyodontidae)                                                           |
|  |                                                                                       |
|  | Störe (Acipenseridae)                                                                 |
|  |                                                                                       |

|  | Löffelstöre (Polyodontidae) |
|  |                             |
|  | Störe (Acipenseridae)       |
|  |                             |

|  | ausgestorbene Gruppen |
|  | |
|  | \| \| der Knorpelganoiden sensu lato \| \| \| \| \| \| Neuflosser (Neopterygii) (alle moderneren Knochenfische) \| \| \| \| |
|  | |
|  | der Knorpelganoiden sensu lato                                                                                              |
|  | |
|  | Neuflosser (Neopterygii) (alle moderneren Knochenfische)                                                                    |
|  | |

|  | der Knorpelganoiden sensu lato                           |
|  |                                                          |
|  | Neuflosser (Neopterygii) (alle moderneren Knochenfische) |
|  |                                                          |

|  | Chondrosteidae †                                                                      |
|  |                                                                                       |
|  | \| \| Löffelstöre (Polyodontidae) \| \| \| \| \| \| Störe (Acipenseridae) \| \| \| \| |
|  |                                                                                       |
|  | Löffelstöre (Polyodontidae)                                                           |
|  |                                                                                       |
|  | Störe (Acipenseridae)                                                                 |
|  |                                                                                       |

|  | Löffelstöre (Polyodontidae) |
|  |                             |
|  | Störe (Acipenseridae)       |
|  |                             |

|  | Chondrosteidae †                                                                      |
|  |                                                                                       |
|  | \| \| Löffelstöre (Polyodontidae) \| \| \| \| \| \| Störe (Acipenseridae) \| \| \| \| |
|  |                                                                                       |
|  | Löffelstöre (Polyodontidae)                                                           |
|  |                                                                                       |
|  | Störe (Acipenseridae)                                                                 |
|  |                                                                                       |

|  | Löffelstöre (Polyodontidae) |
|  |                             |
|  | Störe (Acipenseridae)       |
|  |                             |

|  | Chondrosteidae †                                                                      |
|  |                                                                                       |
|  | \| \| Löffelstöre (Polyodontidae) \| \| \| \| \| \| Störe (Acipenseridae) \| \| \| \| |
|  |                                                                                       |
|  | Löffelstöre (Polyodontidae)                                                           |
|  |                                                                                       |
|  | Störe (Acipenseridae)                                                                 |
|  |                                                                                       |

|  | Löffelstöre (Polyodontidae) |
|  |                             |
|  | Störe (Acipenseridae)       |
|  |                             |

|  | Chondrosteidae †                                                                      |
|  |                                                                                       |
|  | \| \| Löffelstöre (Polyodontidae) \| \| \| \| \| \| Störe (Acipenseridae) \| \| \| \| |
|  |                                                                                       |
|  | Löffelstöre (Polyodontidae)                                                           |
|  |                                                                                       |
|  | Störe (Acipenseridae)                                                                 |
|  |                                                                                       |

|  | Löffelstöre (Polyodontidae) |
|  |                             |
|  | Störe (Acipenseridae)       |
|  |                             |

|  | ausgestorbene Gruppen |
|  | |
|  | \| \| der Knorpelganoiden sensu lato \| \| \| \| \| \| Neuflosser (Neopterygii) (alle moderneren Knochenfische) \| \| \| \| |
|  | |
|  | der Knorpelganoiden sensu lato                                                                                              |
|  | |
|  | Neuflosser (Neopterygii) (alle moderneren Knochenfische)                                                                    |
|  | |

|  | der Knorpelganoiden sensu lato                           |
|  |                                                          |
|  | Neuflosser (Neopterygii) (alle moderneren Knochenfische) |
|  |                                                          |

|  | Chondrosteidae †                                                                      |
|  |                                                                                       |
|  | \| \| Löffelstöre (Polyodontidae) \| \| \| \| \| \| Störe (Acipenseridae) \| \| \| \| |
|  |                                                                                       |
|  | Löffelstöre (Polyodontidae)                                                           |
|  |                                                                                       |
|  | Störe (Acipenseridae)                                                                 |
|  |                                                                                       |

|  | Löffelstöre (Polyodontidae) |
|  |                             |
|  | Störe (Acipenseridae)       |
|  |                             |

|  | Chondrosteidae †                                                                      |
|  |                                                                                       |
|  | \| \| Löffelstöre (Polyodontidae) \| \| \| \| \| \| Störe (Acipenseridae) \| \| \| \| |
|  |                                                                                       |
|  | Löffelstöre (Polyodontidae)                                                           |
|  |                                                                                       |
|  | Störe (Acipenseridae)                                                                 |
|  |                                                                                       |

|  | Löffelstöre (Polyodontidae) |
|  |                             |
|  | Störe (Acipenseridae)       |
|  |                             |

|  | Chondrosteidae †                                                                      |
|  |                                                                                       |
|  | \| \| Löffelstöre (Polyodontidae) \| \| \| \| \| \| Störe (Acipenseridae) \| \| \| \| |
|  |                                                                                       |
|  | Löffelstöre (Polyodontidae)                                                           |
|  |                                                                                       |
|  | Störe (Acipenseridae)                                                                 |
|  |                                                                                       |

|  | Löffelstöre (Polyodontidae) |
|  |                             |
|  | Störe (Acipenseridae)       |
|  |                             |

|  | Chondrosteidae †                                                                      |
|  |                                                                                       |
|  | \| \| Löffelstöre (Polyodontidae) \| \| \| \| \| \| Störe (Acipenseridae) \| \| \| \| |
|  |                                                                                       |
|  | Löffelstöre (Polyodontidae)                                                           |
|  |                                                                                       |
|  | Störe (Acipenseridae)                                                                 |
|  |                                                                                       |

|  | Löffelstöre (Polyodontidae) |
|  |                             |
|  | Störe (Acipenseridae)       |
|  |                             |

|  | ausgestorbene Gruppen |
|  | |
|  | \| \| der Knorpelganoiden sensu lato \| \| \| \| \| \| Neuflosser (Neopterygii) (alle moderneren Knochenfische) \| \| \| \| |
|  | |
|  | der Knorpelganoiden sensu lato                                                                                              |
|  | |
|  | Neuflosser (Neopterygii) (alle moderneren Knochenfische)                                                                    |
|  | |

|  | der Knorpelganoiden sensu lato                           |
|  |                                                          |
|  | Neuflosser (Neopterygii) (alle moderneren Knochenfische) |
|  |                                                          |

|  | Chondrosteidae †                                                                      |
|  |                                                                                       |
|  | \| \| Löffelstöre (Polyodontidae) \| \| \| \| \| \| Störe (Acipenseridae) \| \| \| \| |
|  |                                                                                       |
|  | Löffelstöre (Polyodontidae)                                                           |
|  |                                                                                       |
|  | Störe (Acipenseridae)                                                                 |
|  |                                                                                       |

|  | Löffelstöre (Polyodontidae) |
|  |                             |
|  | Störe (Acipenseridae)       |
|  |                             |

|  | Chondrosteidae †                                                                      |
|  |                                                                                       |
|  | \| \| Löffelstöre (Polyodontidae) \| \| \| \| \| \| Störe (Acipenseridae) \| \| \| \| |
|  |                                                                                       |
|  | Löffelstöre (Polyodontidae)                                                           |
|  |                                                                                       |
|  | Störe (Acipenseridae)                                                                 |
|  |                                                                                       |

|  | Löffelstöre (Polyodontidae) |
|  |                             |
|  | Störe (Acipenseridae)       |
|  |                             |

|  | Chondrosteidae †                                                                      |
|  |                                                                                       |
|  | \| \| Löffelstöre (Polyodontidae) \| \| \| \| \| \| Störe (Acipenseridae) \| \| \| \| |
|  |                                                                                       |
|  | Löffelstöre (Polyodontidae)                                                           |
|  |                                                                                       |
|  | Störe (Acipenseridae)                                                                 |
|  |                                                                                       |

|  | Löffelstöre (Polyodontidae) |
|  |                             |
|  | Störe (Acipenseridae)       |
|  |                             |

|  | Chondrosteidae †                                                                      |
|  |                                                                                       |
|  | \| \| Löffelstöre (Polyodontidae) \| \| \| \| \| \| Störe (Acipenseridae) \| \| \| \| |
|  |                                                                                       |
|  | Löffelstöre (Polyodontidae)                                                           |
|  |                                                                                       |
|  | Störe (Acipenseridae)                                                                 |
|  |                                                                                       |

|  | Löffelstöre (Polyodontidae) |
|  |                             |
|  | Störe (Acipenseridae)       |
|  |                             |

|  | ausgestorbene Gruppen |
|  | |
|  | \| \| der Knorpelganoiden sensu lato \| \| \| \| \| \| Neuflosser (Neopterygii) (alle moderneren Knochenfische) \| \| \| \| |
|  | |
|  | der Knorpelganoiden sensu lato                                                                                              |
|  | |
|  | Neuflosser (Neopterygii) (alle moderneren Knochenfische)                                                                    |
|  | |

|  | der Knorpelganoiden sensu lato                           |
|  |                                                          |
|  | Neuflosser (Neopterygii) (alle moderneren Knochenfische) |
|  |                                                          |

|  | Chondrosteidae †                                                                      |
|  |                                                                                       |
|  | \| \| Löffelstöre (Polyodontidae) \| \| \| \| \| \| Störe (Acipenseridae) \| \| \| \| |
|  |                                                                                       |
|  | Löffelstöre (Polyodontidae)                                                           |
|  |                                                                                       |
|  | Störe (Acipenseridae)                                                                 |
|  |                                                                                       |

|  | Löffelstöre (Polyodontidae) |
|  |                             |
|  | Störe (Acipenseridae)       |
|  |                             |

|  | Chondrosteidae †                                                                      |
|  |                                                                                       |
|  | \| \| Löffelstöre (Polyodontidae) \| \| \| \| \| \| Störe (Acipenseridae) \| \| \| \| |
|  |                                                                                       |
|  | Löffelstöre (Polyodontidae)                                                           |
|  |                                                                                       |
|  | Störe (Acipenseridae)                                                                 |
|  |                                                                                       |

|  | Löffelstöre (Polyodontidae) |
|  |                             |
|  | Störe (Acipenseridae)       |
|  |                             |

|  | Chondrosteidae †                                                                      |
|  |                                                                                       |
|  | \| \| Löffelstöre (Polyodontidae) \| \| \| \| \| \| Störe (Acipenseridae) \| \| \| \| |
|  |                                                                                       |
|  | Löffelstöre (Polyodontidae)                                                           |
|  |                                                                                       |
|  | Störe (Acipenseridae)                                                                 |
|  |                                                                                       |

|  | Löffelstöre (Polyodontidae) |
|  |                             |
|  | Störe (Acipenseridae)       |
|  |                             |

|  | Chondrosteidae †                                                                      |
|  |                                                                                       |
|  | \| \| Löffelstöre (Polyodontidae) \| \| \| \| \| \| Störe (Acipenseridae) \| \| \| \| |
|  |                                                                                       |
|  | Löffelstöre (Polyodontidae)                                                           |
|  |                                                                                       |
|  | Störe (Acipenseridae)                                                                 |
|  |                                                                                       |

|  | Löffelstöre (Polyodontidae) |
|  |                             |
|  | Störe (Acipenseridae)       |
|  |                             |

|  | ausgestorbene Gruppen |
|  | |
|  | \| \| der Knorpelganoiden sensu lato \| \| \| \| \| \| Neuflosser (Neopterygii) (alle moderneren Knochenfische) \| \| \| \| |
|  | |
|  | der Knorpelganoiden sensu lato                                                                                              |
|  | |
|  | Neuflosser (Neopterygii) (alle moderneren Knochenfische)                                                                    |
|  | |

|  | der Knorpelganoiden sensu lato                           |
|  |                                                          |
|  | Neuflosser (Neopterygii) (alle moderneren Knochenfische) |
|  |                                                          |

|  | Chondrosteidae †                                                                      |
|  |                                                                                       |
|  | \| \| Löffelstöre (Polyodontidae) \| \| \| \| \| \| Störe (Acipenseridae) \| \| \| \| |
|  |                                                                                       |
|  | Löffelstöre (Polyodontidae)                                                           |
|  |                                                                                       |
|  | Störe (Acipenseridae)                                                                 |
|  |                                                                                       |

|  | Löffelstöre (Polyodontidae) |
|  |                             |
|  | Störe (Acipenseridae)       |
|  |                             |

|  | Chondrosteidae †                                                                      |
|  |                                                                                       |
|  | \| \| Löffelstöre (Polyodontidae) \| \| \| \| \| \| Störe (Acipenseridae) \| \| \| \| |
|  |                                                                                       |
|  | Löffelstöre (Polyodontidae)                                                           |
|  |                                                                                       |
|  | Störe (Acipenseridae)                                                                 |
|  |                                                                                       |

|  | Löffelstöre (Polyodontidae) |
|  |                             |
|  | Störe (Acipenseridae)       |
|  |                             |

|  | Chondrosteidae †                                                                      |
|  |                                                                                       |
|  | \| \| Löffelstöre (Polyodontidae) \| \| \| \| \| \| Störe (Acipenseridae) \| \| \| \| |
|  |                                                                                       |
|  | Löffelstöre (Polyodontidae)                                                           |
|  |                                                                                       |
|  | Störe (Acipenseridae)                                                                 |
|  |                                                                                       |

|  | Löffelstöre (Polyodontidae) |
|  |                             |
|  | Störe (Acipenseridae)       |
|  |                             |

|  | Chondrosteidae †                                                                      |
|  |                                                                                       |
|  | \| \| Löffelstöre (Polyodontidae) \| \| \| \| \| \| Störe (Acipenseridae) \| \| \| \| |
|  |                                                                                       |
|  | Löffelstöre (Polyodontidae)                                                           |
|  |                                                                                       |
|  | Störe (Acipenseridae)                                                                 |
|  |                                                                                       |

|  | Löffelstöre (Polyodontidae) |
|  |                             |
|  | Störe (Acipenseridae)       |
|  |                             |

|  | ausgestorbene Gruppen |
|  | |
|  | \| \| der Knorpelganoiden sensu lato \| \| \| \| \| \| Neuflosser (Neopterygii) (alle moderneren Knochenfische) \| \| \| \| |
|  | |
|  | der Knorpelganoiden sensu lato                                                                                              |
|  | |
|  | Neuflosser (Neopterygii) (alle moderneren Knochenfische)                                                                    |
|  | |

|  | der Knorpelganoiden sensu lato                           |
|  |                                                          |
|  | Neuflosser (Neopterygii) (alle moderneren Knochenfische) |
|  |                                                          |

|  | Chondrosteidae †                                                                      |
|  |                                                                                       |
|  | \| \| Löffelstöre (Polyodontidae) \| \| \| \| \| \| Störe (Acipenseridae) \| \| \| \| |
|  |                                                                                       |
|  | Löffelstöre (Polyodontidae)                                                           |
|  |                                                                                       |
|  | Störe (Acipenseridae)                                                                 |
|  |                                                                                       |

|  | Löffelstöre (Polyodontidae) |
|  |                             |
|  | Störe (Acipenseridae)       |
|  |                             |

|  | Chondrosteidae †                                                                      |
|  |                                                                                       |
|  | \| \| Löffelstöre (Polyodontidae) \| \| \| \| \| \| Störe (Acipenseridae) \| \| \| \| |
|  |                                                                                       |
|  | Löffelstöre (Polyodontidae)                                                           |
|  |                                                                                       |
|  | Störe (Acipenseridae)                                                                 |
|  |                                                                                       |

|  | Löffelstöre (Polyodontidae) |
|  |                             |
|  | Störe (Acipenseridae)       |
|  |                             |

|  | Chondrosteidae †                                                                      |
|  |                                                                                       |
|  | \| \| Löffelstöre (Polyodontidae) \| \| \| \| \| \| Störe (Acipenseridae) \| \| \| \| |
|  |                                                                                       |
|  | Löffelstöre (Polyodontidae)                                                           |
|  |                                                                                       |
|  | Störe (Acipenseridae)                                                                 |
|  |                                                                                       |

|  | Löffelstöre (Polyodontidae) |
|  |                             |
|  | Störe (Acipenseridae)       |
|  |                             |

|  | Chondrosteidae †                                                                      |
|  |                                                                                       |
|  | \| \| Löffelstöre (Polyodontidae) \| \| \| \| \| \| Störe (Acipenseridae) \| \| \| \| |
|  |                                                                                       |
|  | Löffelstöre (Polyodontidae)                                                           |
|  |                                                                                       |
|  | Störe (Acipenseridae)                                                                 |
|  |                                                                                       |

|  | Löffelstöre (Polyodontidae) |
|  |                             |
|  | Störe (Acipenseridae)       |
|  |                             |

|  | ausgestorbene Gruppen |
|  | |
|  | \| \| der Knorpelganoiden sensu lato \| \| \| \| \| \| Neuflosser (Neopterygii) (alle moderneren Knochenfische) \| \| \| \| |
|  | |
|  | der Knorpelganoiden sensu lato                                                                                              |
|  | |
|  | Neuflosser (Neopterygii) (alle moderneren Knochenfische)                                                                    |
|  | |

|  | der Knorpelganoiden sensu lato                           |
|  |                                                          |
|  | Neuflosser (Neopterygii) (alle moderneren Knochenfische) |
|  |                                                          |

|  | Chondrosteidae †                                                                      |
|  |                                                                                       |
|  | \| \| Löffelstöre (Polyodontidae) \| \| \| \| \| \| Störe (Acipenseridae) \| \| \| \| |
|  |                                                                                       |
|  | Löffelstöre (Polyodontidae)                                                           |
|  |                                                                                       |
|  | Störe (Acipenseridae)                                                                 |
|  |                                                                                       |

|  | Löffelstöre (Polyodontidae) |
|  |                             |
|  | Störe (Acipenseridae)       |
|  |                             |

|  | Chondrosteidae †                                                                      |
|  |                                                                                       |
|  | \| \| Löffelstöre (Polyodontidae) \| \| \| \| \| \| Störe (Acipenseridae) \| \| \| \| |
|  |                                                                                       |
|  | Löffelstöre (Polyodontidae)                                                           |
|  |                                                                                       |
|  | Störe (Acipenseridae)                                                                 |
|  |                                                                                       |

|  | Löffelstöre (Polyodontidae) |
|  |                             |
|  | Störe (Acipenseridae)       |
|  |                             |

|  | Chondrosteidae †                                                                      |
|  |                                                                                       |
|  | \| \| Löffelstöre (Polyodontidae) \| \| \| \| \| \| Störe (Acipenseridae) \| \| \| \| |
|  |                                                                                       |
|  | Löffelstöre (Polyodontidae)                                                           |
|  |                                                                                       |
|  | Störe (Acipenseridae)                                                                 |
|  |                                                                                       |

|  | Löffelstöre (Polyodontidae) |
|  |                             |
|  | Störe (Acipenseridae)       |
|  |                             |

|  | Chondrosteidae †                                                                      |
|  |                                                                                       |
|  | \| \| Löffelstöre (Polyodontidae) \| \| \| \| \| \| Störe (Acipenseridae) \| \| \| \| |
|  |                                                                                       |
|  | Löffelstöre (Polyodontidae)                                                           |
|  |                                                                                       |
|  | Störe (Acipenseridae)                                                                 |
|  |                                                                                       |

|  | Löffelstöre (Polyodontidae) |
|  |                             |
|  | Störe (Acipenseridae)       |
|  |                             |

|  | ausgestorbene Gruppen |
|  | |
|  | \| \| der Knorpelganoiden sensu lato \| \| \| \| \| \| Neuflosser (Neopterygii) (alle moderneren Knochenfische) \| \| \| \| |
|  | |
|  | der Knorpelganoiden sensu lato                                                                                              |
|  | |
|  | Neuflosser (Neopterygii) (alle moderneren Knochenfische)                                                                    |
|  | |

|  | der Knorpelganoiden sensu lato                           |
|  |                                                          |
|  | Neuflosser (Neopterygii) (alle moderneren Knochenfische) |
|  |                                                          |

|  | Chondrosteidae †                                                                      |
|  |                                                                                       |
|  | \| \| Löffelstöre (Polyodontidae) \| \| \| \| \| \| Störe (Acipenseridae) \| \| \| \| |
|  |                                                                                       |
|  | Löffelstöre (Polyodontidae)                                                           |
|  |                                                                                       |
|  | Störe (Acipenseridae)                                                                 |
|  |                                                                                       |

|  | Löffelstöre (Polyodontidae) |
|  |                             |
|  | Störe (Acipenseridae)       |
|  |                             |

|  | Chondrosteidae †                                                                      |
|  |                                                                                       |
|  | \| \| Löffelstöre (Polyodontidae) \| \| \| \| \| \| Störe (Acipenseridae) \| \| \| \| |
|  |                                                                                       |
|  | Löffelstöre (Polyodontidae)                                                           |
|  |                                                                                       |
|  | Störe (Acipenseridae)                                                                 |
|  |                                                                                       |

|  | Löffelstöre (Polyodontidae) |
|  |                             |
|  | Störe (Acipenseridae)       |
|  |                             |

|  | Chondrosteidae †                                                                      |
|  |                                                                                       |
|  | \| \| Löffelstöre (Polyodontidae) \| \| \| \| \| \| Störe (Acipenseridae) \| \| \| \| |
|  |                                                                                       |
|  | Löffelstöre (Polyodontidae)                                                           |
|  |                                                                                       |
|  | Störe (Acipenseridae)                                                                 |
|  |                                                                                       |

|  | Löffelstöre (Polyodontidae) |
|  |                             |
|  | Störe (Acipenseridae)       |
|  |                             |

|  | Chondrosteidae †                                                                      |
|  |                                                                                       |
|  | \| \| Löffelstöre (Polyodontidae) \| \| \| \| \| \| Störe (Acipenseridae) \| \| \| \| |
|  |                                                                                       |
|  | Löffelstöre (Polyodontidae)                                                           |
|  |                                                                                       |
|  | Störe (Acipenseridae)                                                                 |
|  |                                                                                       |

|  | Löffelstöre (Polyodontidae) |
|  |                             |
|  | Störe (Acipenseridae)       |
|  |                             |

|  | ausgestorbene Gruppen |
|  | |
|  | \| \| der Knorpelganoiden sensu lato \| \| \| \| \| \| Neuflosser (Neopterygii) (alle moderneren Knochenfische) \| \| \| \| |
|  | |
|  | der Knorpelganoiden sensu lato                                                                                              |
|  | |
|  | Neuflosser (Neopterygii) (alle moderneren Knochenfische)                                                                    |
|  | |

|  | der Knorpelganoiden sensu lato                           |
|  |                                                          |
|  | Neuflosser (Neopterygii) (alle moderneren Knochenfische) |
|  |                                                          |

|  | Chondrosteidae †                                                                      |
|  |                                                                                       |
|  | \| \| Löffelstöre (Polyodontidae) \| \| \| \| \| \| Störe (Acipenseridae) \| \| \| \| |
|  |                                                                                       |
|  | Löffelstöre (Polyodontidae)                                                           |
|  |                                                                                       |
|  | Störe (Acipenseridae)                                                                 |
|  |                                                                                       |

|  | Löffelstöre (Polyodontidae) |
|  |                             |
|  | Störe (Acipenseridae)       |
|  |                             |

|  | Chondrosteidae †                                                                      |
|  |                                                                                       |
|  | \| \| Löffelstöre (Polyodontidae) \| \| \| \| \| \| Störe (Acipenseridae) \| \| \| \| |
|  |                                                                                       |
|  | Löffelstöre (Polyodontidae)                                                           |
|  |                                                                                       |
|  | Störe (Acipenseridae)                                                                 |
|  |                                                                                       |

|  | Löffelstöre (Polyodontidae) |
|  |                             |
|  | Störe (Acipenseridae)       |
|  |                             |

|  | Chondrosteidae †                                                                      |
|  |                                                                                       |
|  | \| \| Löffelstöre (Polyodontidae) \| \| \| \| \| \| Störe (Acipenseridae) \| \| \| \| |
|  |                                                                                       |
|  | Löffelstöre (Polyodontidae)                                                           |
|  |                                                                                       |
|  | Störe (Acipenseridae)                                                                 |
|  |                                                                                       |

|  | Löffelstöre (Polyodontidae) |
|  |                             |
|  | Störe (Acipenseridae)       |
|  |                             |

|  | Chondrosteidae †                                                                      |
|  |                                                                                       |
|  | \| \| Löffelstöre (Polyodontidae) \| \| \| \| \| \| Störe (Acipenseridae) \| \| \| \| |
|  |                                                                                       |
|  | Löffelstöre (Polyodontidae)                                                           |
|  |                                                                                       |
|  | Störe (Acipenseridae)                                                                 |
|  |                                                                                       |

|  | Löffelstöre (Polyodontidae) |
|  |                             |
|  | Störe (Acipenseridae)       |
|  |                             |

|  | ausgestorbene Gruppen |
|  | |
|  | \| \| der Knorpelganoiden sensu lato \| \| \| \| \| \| Neuflosser (Neopterygii) (alle moderneren Knochenfische) \| \| \| \| |
|  | |
|  | der Knorpelganoiden sensu lato                                                                                              |
|  | |
|  | Neuflosser (Neopterygii) (alle moderneren Knochenfische)                                                                    |
|  | |

|  | der Knorpelganoiden sensu lato                           |
|  |                                                          |
|  | Neuflosser (Neopterygii) (alle moderneren Knochenfische) |
|  |                                                          |

|  | Chondrosteidae †                                                                      |
|  |                                                                                       |
|  | \| \| Löffelstöre (Polyodontidae) \| \| \| \| \| \| Störe (Acipenseridae) \| \| \| \| |
|  |                                                                                       |
|  | Löffelstöre (Polyodontidae)                                                           |
|  |                                                                                       |
|  | Störe (Acipenseridae)                                                                 |
|  |                                                                                       |

|  | Löffelstöre (Polyodontidae) |
|  |                             |
|  | Störe (Acipenseridae)       |
|  |                             |

|  | Chondrosteidae †                                                                      |
|  |                                                                                       |
|  | \| \| Löffelstöre (Polyodontidae) \| \| \| \| \| \| Störe (Acipenseridae) \| \| \| \| |
|  |                                                                                       |
|  | Löffelstöre (Polyodontidae)                                                           |
|  |                                                                                       |
|  | Störe (Acipenseridae)                                                                 |
|  |                                                                                       |

|  | Löffelstöre (Polyodontidae) |
|  |                             |
|  | Störe (Acipenseridae)       |
|  |                             |

|  | Chondrosteidae †                                                                      |
|  |                                                                                       |
|  | \| \| Löffelstöre (Polyodontidae) \| \| \| \| \| \| Störe (Acipenseridae) \| \| \| \| |
|  |                                                                                       |
|  | Löffelstöre (Polyodontidae)                                                           |
|  |                                                                                       |
|  | Störe (Acipenseridae)                                                                 |
|  |                                                                                       |

|  | Löffelstöre (Polyodontidae) |
|  |                             |
|  | Störe (Acipenseridae)       |
|  |                             |

|  | Chondrosteidae †                                                                      |
|  |                                                                                       |
|  | \| \| Löffelstöre (Polyodontidae) \| \| \| \| \| \| Störe (Acipenseridae) \| \| \| \| |
|  |                                                                                       |
|  | Löffelstöre (Polyodontidae)                                                           |
|  |                                                                                       |
|  | Störe (Acipenseridae)                                                                 |
|  |                                                                                       |

|  | Löffelstöre (Polyodontidae) |
|  |                             |
|  | Störe (Acipenseridae)       |
|  |                             |

|  | ausgestorbene Gruppen |
|  | |
|  | \| \| der Knorpelganoiden sensu lato \| \| \| \| \| \| Neuflosser (Neopterygii) (alle moderneren Knochenfische) \| \| \| \| |
|  | |
|  | der Knorpelganoiden sensu lato                                                                                              |
|  | |
|  | Neuflosser (Neopterygii) (alle moderneren Knochenfische)                                                                    |
|  | |

|  | der Knorpelganoiden sensu lato                           |
|  |                                                          |
|  | Neuflosser (Neopterygii) (alle moderneren Knochenfische) |
|  |                                                          |

|  | Chondrosteidae †                                                                      |
|  |                                                                                       |
|  | \| \| Löffelstöre (Polyodontidae) \| \| \| \| \| \| Störe (Acipenseridae) \| \| \| \| |
|  |                                                                                       |
|  | Löffelstöre (Polyodontidae)                                                           |
|  |                                                                                       |
|  | Störe (Acipenseridae)                                                                 |
|  |                                                                                       |

|  | Löffelstöre (Polyodontidae) |
|  |                             |
|  | Störe (Acipenseridae)       |
|  |                             |

|  | Chondrosteidae †                                                                      |
|  |                                                                                       |
|  | \| \| Löffelstöre (Polyodontidae) \| \| \| \| \| \| Störe (Acipenseridae) \| \| \| \| |
|  |                                                                                       |
|  | Löffelstöre (Polyodontidae)                                                           |
|  |                                                                                       |
|  | Störe (Acipenseridae)                                                                 |
|  |                                                                                       |

|  | Löffelstöre (Polyodontidae) |
|  |                             |
|  | Störe (Acipenseridae)       |
|  |                             |

|  | Chondrosteidae †                                                                      |
|  |                                                                                       |
|  | \| \| Löffelstöre (Polyodontidae) \| \| \| \| \| \| Störe (Acipenseridae) \| \| \| \| |
|  |                                                                                       |
|  | Löffelstöre (Polyodontidae)                                                           |
|  |                                                                                       |
|  | Störe (Acipenseridae)                                                                 |
|  |                                                                                       |

|  | Löffelstöre (Polyodontidae) |
|  |                             |
|  | Störe (Acipenseridae)       |
|  |                             |

|  | Chondrosteidae †                                                                      |
|  |                                                                                       |
|  | \| \| Löffelstöre (Polyodontidae) \| \| \| \| \| \| Störe (Acipenseridae) \| \| \| \| |
|  |                                                                                       |
|  | Löffelstöre (Polyodontidae)                                                           |
|  |                                                                                       |
|  | Störe (Acipenseridae)                                                                 |
|  |                                                                                       |

|  | Löffelstöre (Polyodontidae) |
|  |                             |
|  | Störe (Acipenseridae)       |
|  |                             |

|  | ausgestorbene Gruppen |
|  | |
|  | \| \| der Knorpelganoiden sensu lato \| \| \| \| \| \| Neuflosser (Neopterygii) (alle moderneren Knochenfische) \| \| \| \| |
|  | |
|  | der Knorpelganoiden sensu lato                                                                                              |
|  | |
|  | Neuflosser (Neopterygii) (alle moderneren Knochenfische)                                                                    |
|  | |

|  | der Knorpelganoiden sensu lato                           |
|  |                                                          |
|  | Neuflosser (Neopterygii) (alle moderneren Knochenfische) |
|  |                                                          |

|  | Chondrosteidae †                                                                      |
|  |                                                                                       |
|  | \| \| Löffelstöre (Polyodontidae) \| \| \| \| \| \| Störe (Acipenseridae) \| \| \| \| |
|  |                                                                                       |
|  | Löffelstöre (Polyodontidae)                                                           |
|  |                                                                                       |
|  | Störe (Acipenseridae)                                                                 |
|  |                                                                                       |

|  | Löffelstöre (Polyodontidae) |
|  |                             |
|  | Störe (Acipenseridae)       |
|  |                             |

|  | Chondrosteidae †                                                                      |
|  |                                                                                       |
|  | \| \| Löffelstöre (Polyodontidae) \| \| \| \| \| \| Störe (Acipenseridae) \| \| \| \| |
|  |                                                                                       |
|  | Löffelstöre (Polyodontidae)                                                           |
|  |                                                                                       |
|  | Störe (Acipenseridae)                                                                 |
|  |                                                                                       |

|  | Löffelstöre (Polyodontidae) |
|  |                             |
|  | Störe (Acipenseridae)       |
|  |                             |

|  | Chondrosteidae †                                                                      |
|  |                                                                                       |
|  | \| \| Löffelstöre (Polyodontidae) \| \| \| \| \| \| Störe (Acipenseridae) \| \| \| \| |
|  |                                                                                       |
|  | Löffelstöre (Polyodontidae)                                                           |
|  |                                                                                       |
|  | Störe (Acipenseridae)                                                                 |
|  |                                                                                       |

|  | Löffelstöre (Polyodontidae) |
|  |                             |
|  | Störe (Acipenseridae)       |
|  |                             |

|  | Chondrosteidae †                                                                      |
|  |                                                                                       |
|  | \| \| Löffelstöre (Polyodontidae) \| \| \| \| \| \| Störe (Acipenseridae) \| \| \| \| |
|  |                                                                                       |
|  | Löffelstöre (Polyodontidae)                                                           |
|  |                                                                                       |
|  | Störe (Acipenseridae)                                                                 |
|  |                                                                                       |

|  | Löffelstöre (Polyodontidae) |
|  |                             |
|  | Störe (Acipenseridae)       |
|  |                             |

|  | ausgestorbene Gruppen |
|  | |
|  | \| \| der Knorpelganoiden sensu lato \| \| \| \| \| \| Neuflosser (Neopterygii) (alle moderneren Knochenfische) \| \| \| \| |
|  | |
|  | der Knorpelganoiden sensu lato                                                                                              |
|  | |
|  | Neuflosser (Neopterygii) (alle moderneren Knochenfische)                                                                    |
|  | |

|  | der Knorpelganoiden sensu lato                           |
|  |                                                          |
|  | Neuflosser (Neopterygii) (alle moderneren Knochenfische) |
|  |                                                          |

### Innere Systematik
Die Familie der Störe wird in fünf Gattungen unterteilt, Acipenser, Huso, Pseudoscaphirhynchus, Scaphirhynchus und Sinosturio. Letztere galt lange Zeit als Synonym von Acipenser und wurde erst 2025 für eine Klade pazifischer Störe revalidiert. Die ursprüngliche Einteilung der Störe in zwei Unterfamilien (Acipenserinae und Scaphirhynchinae) wird nicht mehr weiter verfolgt, da beide Unterfamilien paraphyletisch sind.
Insgesamt umfasst die Familie 25 rezente Arten.
| Gattung Acipenser Linnaeus, 1758 – 2 Arten             |                                                              |                                                                          |                                                   |                                                      |                                                               |
| Deutscher Name                                         | Wissenschaftlicher Name                                      | Verbreitung                                                              | Gefährdungsstufe Rote Liste der IUCN              | Anmerkungen                                          | Bild                                                          |
| Atlantischer Stör                                      | Acipenser oxyrinchus Mitchell, 1815                          | Nordamerikanische Atlantikküste                                          | (Vulnerable – gefährdet)                          | bis 3 Meter Länge                                    | Atlantischer Stör (Acipenser oxyrinchus)                      |
| Europäischer Stör                                      | Acipenser sturio Linnaeus, 1758                              | Europäische Atlantikküste, Mittelmeer und Schwarzes Meer                 | (Critically Endangered – vom Aussterben bedroht)  | bis über 3 Meter Länge                               | Europäischer Stör (Acipenser sturio)                          |
| Gattung Huso Brandt & Ratzeburg, 1833 – 10 Arten       |                                                              |                                                                          |                                                   |                                                      |                                                               |
| Deutscher Name                                         | Wissenschaftlicher Name                                      | Verbreitung                                                              | Gefährdungsstufe Rote Liste der IUCN              | Anmerkungen                                          | Bild                                                          |
| Europäischer Hausen                                    | Huso huso (Linnaeus, 1758)                                   | Donau, Schwarzes, Asowsches und Kaspisches Meer                          | (Critically Endangered – vom Aussterben bedroht)  | bis 5 Meter Länge, auch Beluga-Stör genannt          | Europäischer Hausen (Huso huso)                               |
| Sibirischer Stör                                       | Huso baeri (Brandt, 1869)                                    | Russland, Kasachstan, Mongolei                                           | (Critically Endangered – vom Aussterben bedroht)  | bis 2 Meter Länge                                    | Sibirischer Stör (Huso baeri)                                 |
| Kurznasen-Stör                                         | Huso brevirostrum (Lesueur, 1818)                            | Küstenflüsse des östlichen Nordamerika                                   | (Vulnerable – gefährdet)                          | bis 1,3 Meter Länge                                  | Kurznasen-Stör (Huso brevirostrum)                            |
| See-Stör                                               | Huso fulvescens (Rafinesque, 1817)                           | Sankt-Lorenz-Strom, Mississippi River und angrenzende Gewässer           | (Endangered – stark gefährdet)                    | bis 2,5 Meter Länge                                  | See-Stör (Huso fulvescens)                                    |
| Russischer Stör oder Waxdick                           | Huso gueldenstaedtii (Brandt & Ratzeburg, 1833)              | Schwarzes Meer, Asowsches Meer, Kaspisches Meer und angrenzende Gewässer | (Critically Endangered – vom Aussterben bedroht)  | bis 2 Meter Länge                                    | Russischer Stör (Huso gueldenstaedtii)                        |
| Adriatischer Stör                                      | Huso naccarii (Bonaparte, 1836)                              | Adriatisches Meer                                                        | (Critically Endangered – vom Aussterben bedroht)  | bis über 2 Meter Länge                               | Adriatischer Stör (Huso naccarii)                             |
| Glattdick                                              | Huso nudiventris (Lovetzky, 1828)                            | Schwarzes Meer, kaspisches Meer, Aralsee                                 | (Critically Endangered – vom Aussterben bedroht)  | bis 2 Meter Länge                                    | Glattdick (Huso nudiventris)                                  |
| Persischer Stör                                        | Huso persicus (Borodin, 1897)                                | Kaspisches Meer                                                          | (Critically Endangered – vom Aussterben bedroht)  | bis 2,4 Meter Länge                                  | Persischer Stör (Huso persicus)                               |
| Sterlet                                                | Huso ruthenus (Linnaeus, 1758)                               | Zuflüsse des Schwarzen, Asowschen und Kaspischen Meeres                  | (Endangered – stark gefährdet)                    | bis 1 Meter Länge, kleinste Acipenser-Art            | Sterlet (Huso ruthenus)                                       |
| Sternhausen                                            | Huso stellatus (Pallas, 1771)                                | Donau, Schwarzes, Asowsches und Kaspisches Meer                          | (Critically Endangered – vom Aussterben bedroht)  | bis 2,2 Meter Länge                                  | Sternhausen (Huso stellatus)                                  |
| Gattung Pseudoscaphirhynchus Nikolskii, 1793 – 3 Arten |                                                              |                                                                          |                                                   |                                                      |                                                               |
| Deutscher Name                                         | Wissenschaftlicher Name                                      | Verbreitung                                                              | Gefährdungsstufe Rote Liste der IUCN              | Anmerkungen                                          | Bild                                                          |
| Syrdarja-Schaufelstör                                  | Pseudoscaphirhynchus fedtschenkoi (Kessler, 1872)            | endemisch im Syrdarja                                                    | (Critically Endangered – vom Aussterben bedroht)  | bis 27 Zentimeter Länge, wahrscheinlich ausgestorben | Syrdarja-Schaufelstör (Pseudoscaphirhynchus fedtschenkoi)     |
| Kleiner Amudarja-Schaufelstör                          | Pseudoscaphirhynchus hermanni (Kessler, 1877)                | endemisch im Amudarja                                                    | (Critically Endangered – vom Aussterben bedroht)  | bis 27 Zentimeter Länge, wahrscheinlich ausgestorben | Kleiner Amudarja-Schaufelstör (Pseudoscaphirhynchus hermanni) |
| Großer Amudarja-Schaufelstör                           | Pseudoscaphirhynchus kaufmanni (Kessler ex Bogdanov, 1877)   | endemisch im Amudarja                                                    | (Critically Endangered – vom Aussterben bedroht)  | bis 75 Zentimeter Länge                              | Großer Amudarja-Schaufelstör (Pseudoscaphirhynchus kaufmanni) |
| Gattung Scaphirhynchus Heckel, 1835 – 3 Arten          |                                                              |                                                                          |                                                   |                                                      |                                                               |
| Deutscher Name                                         | Wissenschaftlicher Name                                      | Verbreitung                                                              | Gefährdungsstufe Rote Liste der IUCN              | Anmerkungen                                          | Bild                                                          |
| Weißer Schaufelstör                                    | Scaphirhynchus albus (S. A. Forbes & R. E. Richardson, 1905) | Verbreitungsgebiet des Weißen Schaufelstörs                              | (Critically Endangered – vom Aussterben bedroht)  | bis 2 Meter Länge                                    | Weißer Schaufelstör (Scaphirhynchus albus)                    |
| Schaufelstör                                           | Scaphirhynchus platorynchus (Rafinesque, 1820)               | Mississippi und Missouri River                                           | (Vulnerable – gefährdet)                          | bis 1 Meter Länge                                    | Schaufelstör (Scaphirhynchus platorynchus)                    |
| Alabama-Schaufelstör                                   | Scaphirhynchus suttkusi J. D. Williams & Clemmer, 1991       | Alabama River                                                            | (Critically Endangered – vom Aussterben bedroht)  | bis 0,8 Meter Länge                                  | Alabama-Schaufelstör (Scaphirhynchus suttkusi)                |
| Gattung Sinosturio Jaekel, 1929 – 7 Arten              |                                                              |                                                                          |                                                   |                                                      |                                                               |
| Deutscher Name                                         | Wissenschaftlicher Name                                      | Verbreitung                                                              | Gefährdungsstufe Rote Liste der IUCN              | Anmerkungen                                          | Bild                                                          |
| Jangtse-Stör                                           | Sinosturio dabryanus (Duméril, 1869)                         | endemisch im Jangtsekiang                                                | (Extinct in the Wild – in der Natur ausgestorben) | bis über 1,3 Meter Länge                             | Jangtse-Stör (Sinosturio dabryanus)                           |
| Kaluga-Hausen                                          | Sinosturio dauricus (Brandt, 1869)                           | Amur-Gebiet, Norden von Japan                                            | (Critically Endangered – vom Aussterben bedroht)  | bis 3,5 Meter Länge                                  | Kaluga-Hausen (Sinosturio dauricus)                           |
| Grüner Stör                                            | Sinosturio medirostris (Ayres, 1854)                         | Nordamerikanische Pazifikküste                                           | (Endangered – stark gefährdet)                    | bis 2,5 Meter Länge                                  | Grüner Stör (Sinosturio medirostris)                          |
| Sachalin-Stör                                          | Sinosturio mikadoi (Hilgendorf, 1892)                        | Russische Pazifikküste, Japan                                            | (Critically Endangered – vom Aussterben bedroht)  | bis 2 Meter Länge                                    | Sachalin-Stör (Sinosturio mikadoi)                            |
| Amur-Stör                                              | Sinosturio schrenckii (Brandt, 1869)                         | endemisch im Amur                                                        | (Critically Endangered – vom Aussterben bedroht)  | bis 3 Meter Länge                                    | Amur-Stör (Sinosturio schrenckii)                             |
| Chinesischer Stör                                      | Sinosturio sinensis (J. E. Gray, 1835)                       | Chinesisches Meer und angrenzende Gewässer                               | (Critically Endangered – vom Aussterben bedroht)  | bis 6 Meter Länge, größte Sinosturio-Art             | Chinesischer Stör (Sinosturio sinensis)                       |
| Weißer Stör                                            | Sinosturio transmontanus (Richardson, 1836)                  | Nordamerikanische Pazifikküste                                           | (Vulnerable – gefährdet)                          | bis 5,5 Meter Länge                                  | Weißer Stör (Sinosturio transmontanus)                        |

Das folgende Kladogramm zeigt die innere Systematik der Störe mit den Löffelstören als Außen- und Schwestergruppe.
|  | Atlantischer Stör (A. oxyrinchus) |
|  |                                   |
|  | Europäischer Stör (A. sturio)     |
|  |                                   |

|  | Scaphirhynchus                                                |
|  |                                                               |
|  | \| \| Pseudoscaphirhynchus \| \| \| \| \| \| Huso \| \| \| \| |
|  |                                                               |
|  | Pseudoscaphirhynchus                                          |
|  |                                                               |
|  | Huso                                                          |
|  |                                                               |

|  | Pseudoscaphirhynchus |
|  |                      |
|  | Huso                 |
|  |                      |

|  | Scaphirhynchus                                                |
|  |                                                               |
|  | \| \| Pseudoscaphirhynchus \| \| \| \| \| \| Huso \| \| \| \| |
|  |                                                               |
|  | Pseudoscaphirhynchus                                          |
|  |                                                               |
|  | Huso                                                          |
|  |                                                               |

|  | Pseudoscaphirhynchus |
|  |                      |
|  | Huso                 |
|  |                      |

|  | Atlantischer Stör (A. oxyrinchus) |
|  |                                   |
|  | Europäischer Stör (A. sturio)     |
|  |                                   |

|  | Scaphirhynchus                                                |
|  |                                                               |
|  | \| \| Pseudoscaphirhynchus \| \| \| \| \| \| Huso \| \| \| \| |
|  |                                                               |
|  | Pseudoscaphirhynchus                                          |
|  |                                                               |
|  | Huso                                                          |
|  |                                                               |

|  | Pseudoscaphirhynchus |
|  |                      |
|  | Huso                 |
|  |                      |

|  | Scaphirhynchus                                                |
|  |                                                               |
|  | \| \| Pseudoscaphirhynchus \| \| \| \| \| \| Huso \| \| \| \| |
|  |                                                               |
|  | Pseudoscaphirhynchus                                          |
|  |                                                               |
|  | Huso                                                          |
|  |                                                               |

|  | Pseudoscaphirhynchus |
|  |                      |
|  | Huso                 |
|  |                      |

|  | Atlantischer Stör (A. oxyrinchus) |
|  |                                   |
|  | Europäischer Stör (A. sturio)     |
|  |                                   |

|  | Scaphirhynchus                                                |
|  |                                                               |
|  | \| \| Pseudoscaphirhynchus \| \| \| \| \| \| Huso \| \| \| \| |
|  |                                                               |
|  | Pseudoscaphirhynchus                                          |
|  |                                                               |
|  | Huso                                                          |
|  |                                                               |

|  | Pseudoscaphirhynchus |
|  |                      |
|  | Huso                 |
|  |                      |

|  | Scaphirhynchus                                                |
|  |                                                               |
|  | \| \| Pseudoscaphirhynchus \| \| \| \| \| \| Huso \| \| \| \| |
|  |                                                               |
|  | Pseudoscaphirhynchus                                          |
|  |                                                               |
|  | Huso                                                          |
|  |                                                               |

|  | Pseudoscaphirhynchus |
|  |                      |
|  | Huso                 |
|  |                      |

|  | Atlantischer Stör (A. oxyrinchus) |
|  |                                   |
|  | Europäischer Stör (A. sturio)     |
|  |                                   |

|  | Scaphirhynchus                                                |
|  |                                                               |
|  | \| \| Pseudoscaphirhynchus \| \| \| \| \| \| Huso \| \| \| \| |
|  |                                                               |
|  | Pseudoscaphirhynchus                                          |
|  |                                                               |
|  | Huso                                                          |
|  |                                                               |

|  | Pseudoscaphirhynchus |
|  |                      |
|  | Huso                 |
|  |                      |

|  | Scaphirhynchus                                                |
|  |                                                               |
|  | \| \| Pseudoscaphirhynchus \| \| \| \| \| \| Huso \| \| \| \| |
|  |                                                               |
|  | Pseudoscaphirhynchus                                          |
|  |                                                               |
|  | Huso                                                          |
|  |                                                               |

|  | Pseudoscaphirhynchus |
|  |                      |
|  | Huso                 |
|  |                      |

### Fossilbericht

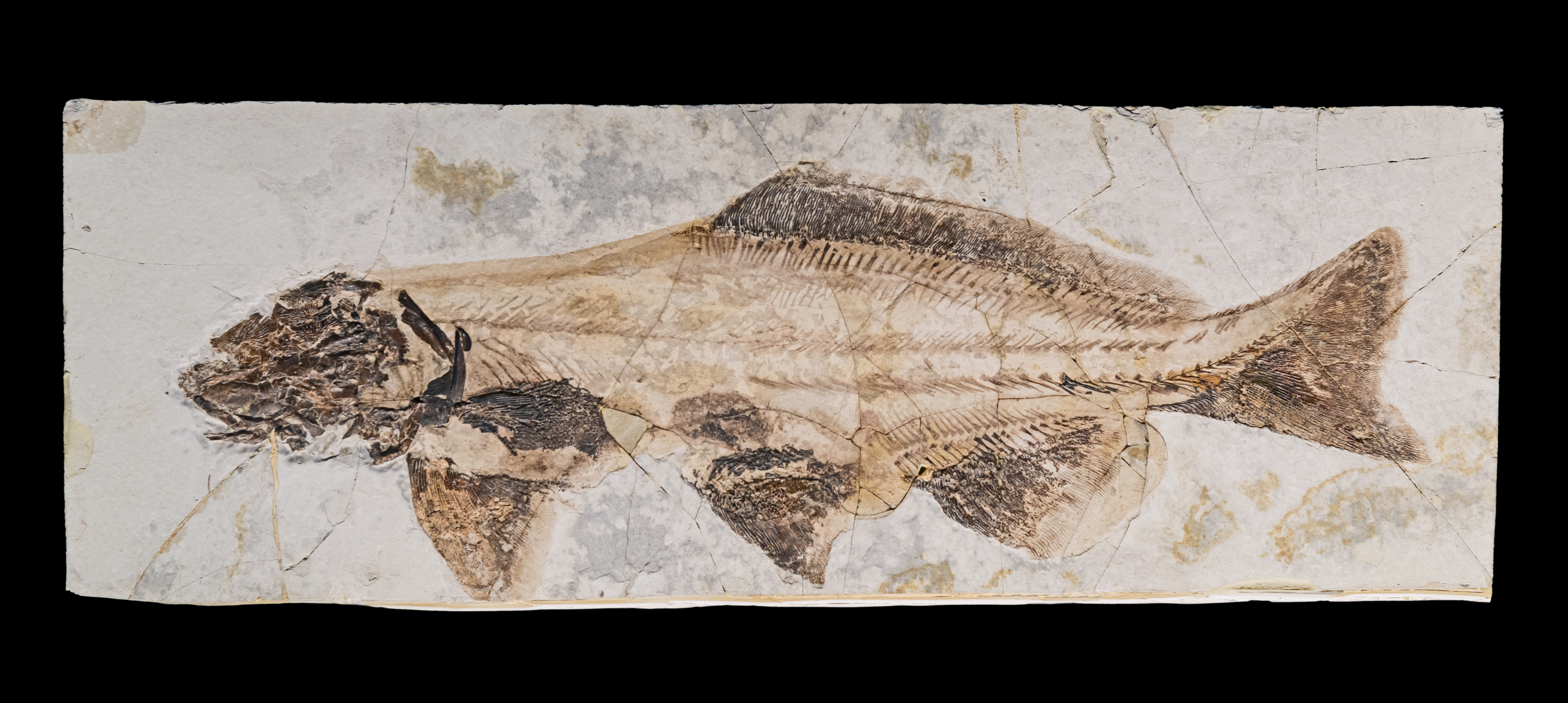
Peipiaosteidae – Yanosteus longidorsalis

Neben den rezenten Gattungen ist mit Protoscaphirhynchus auch eine ausgestorbene Gattung aus der Oberkreide von Montana bekannt. Weitere fossile Störartige, teilweise schon aus dem Jura, wurden in eigenständigen Familien eingeordnet (Peipiaosteidae, Chondrosteidae). Die Chondrosteidae sind die primitivere fossile Schwestergruppe aller rezenten Störartigen.

## Gefährdung
Die atlantischen Störe (Acipenser oxyrinchus und Acipenser sturio) waren bis Ende des 19. Jahrhunderts weit verbreitet und kamen in großen Beständen vor. Während des 19. und des beginnenden 20. Jahrhunderts nahmen die Bestände rapide ab. Ursachen für den Rückgang waren neben der immer effektiver werdenden Fischerei Veränderungen der Gewässerstrukturen, die Unterbrechung der Durchwanderbarkeit und Beeinträchtigung der Fischwanderung sowie Gewässerbelastungen durch Abwässer aus Kommunen, Industrie und Einträge aus der Landwirtschaft. Der Europäische Stör, Acipenser sturio steht bis auf eine Reliktpopulation in Frankreich in seinem gesamten historischen Verbreitungsgebiet vor dem Aussterben. Weltweit gelten fast alle Störartigen laut IUCN als „endangered“ oder „critically endangered“.
und Rettung des Störs in Österreich
Weltnaturschutzunion IUCN führt mittlerweile 17 Störarten als „vom Aussterben bedroht“ auf der Roten Liste, wobei die Zerstörung ihrer Lebensräume nur einen der Gründe für ihre Gefährdung darstellt. Die sinkenden Bestände haben auch damit zu tun, dass die hohe Nachfrage an Kaviar nicht auf legalem Weg gedeckt werden kann, so dass der internationale, illegale Handel mit Kaviar zum Verschwinden der Art beiträgt.

## Nutzung

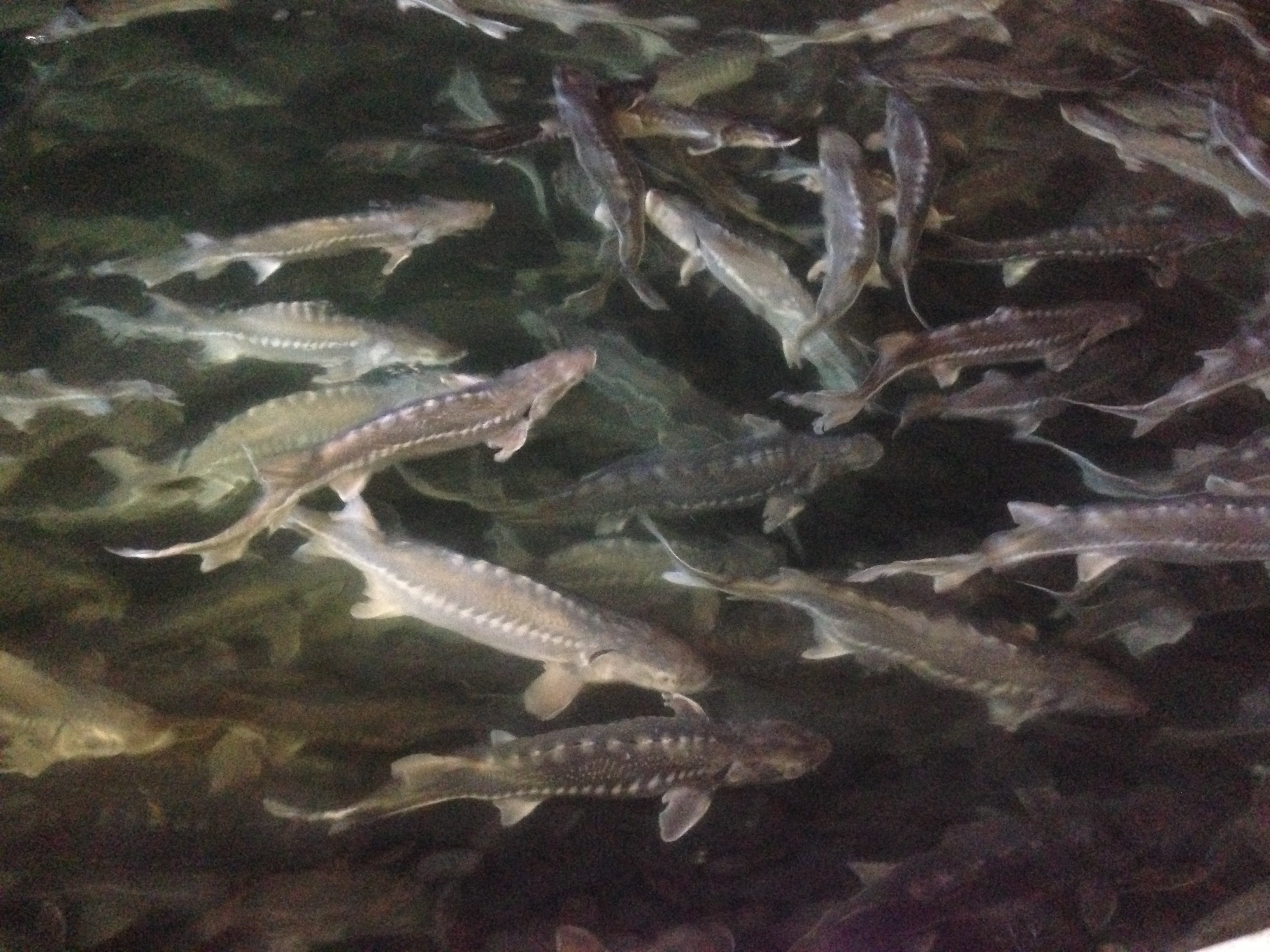
Störe in einer Aquakultur

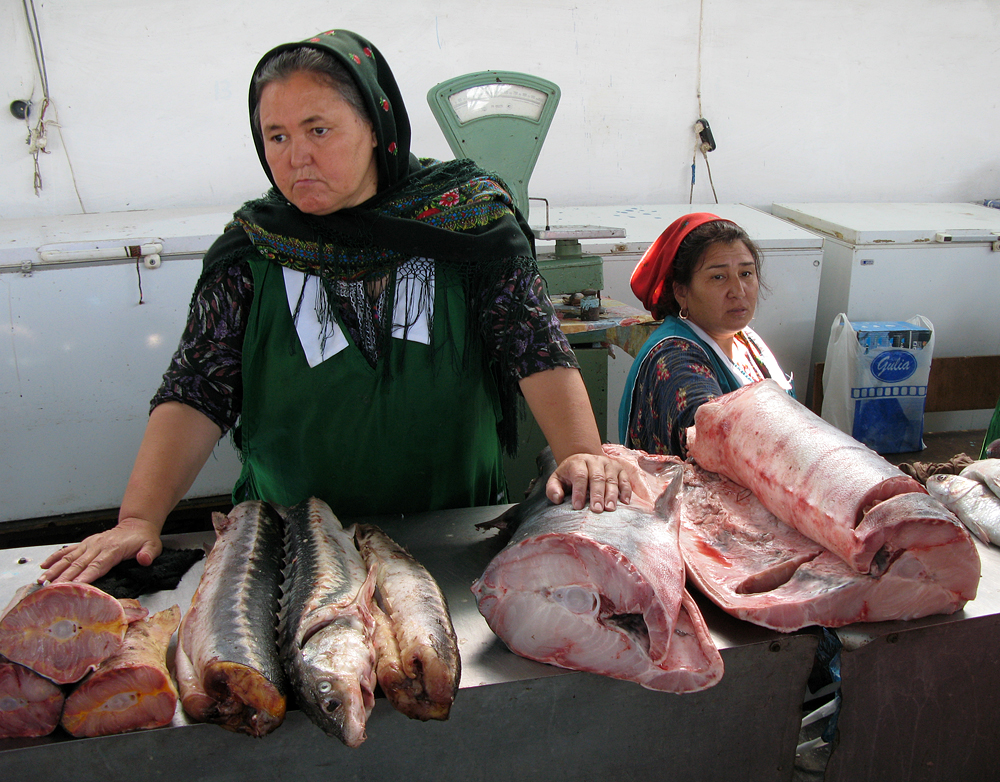
Stör im Angebot auf einem Markt in Türkmenbaşy (Turkmenistan)

Störe werden des Kaviars und ihres wohlschmeckenden Fleisches wegen gezüchtet und auch nach wie vor (illegal) wild gefangen. Aus ihrer Schwimmblase kann Fischleim gewonnen werden. In kleinen Mengen wird die Haut zu Störleder verarbeitet, unter anderem für Uhrenbänder. Die meisten Störe werden im Kaspischen Meer gefangen, in weitem Abstand gefolgt vom Asowschen Meer, dem Schwarzen Meer und allen anderen Fanggebieten.
Zur kommerziellen Nutzung werden Störe inzwischen auch in Aquakulturen gehalten, darunter der Sibirische Stör und der Bester, ein raschwüchsiger Hybride von Sterlet und Hausen.
Im Aquafarming steht den Tieren oft nur sehr wenig Platz zur Verfügung. Für die Entnahme des Kaviars werden die Weibchen in der Regel getötet. Obwohl es inzwischen auch Möglichkeiten der Kaviar-Produktion gibt, die ohne die Tötung von Stören auskomme, bilden diese Ausnahmen. Den qualitativ besten Kaviar erhält man nur, wenn der Rogen unreif entnommen wird.
Das Fleisch des Störs ist relativ fettarm, besteht größtenteils aus Eiweiß und enthält die Vitamine B3, B12 und D. Unter den Mineralstoffen kommen v. a. Phosphor und Selen in größeren Mengen vor. Durch die hohe Nachfrage an Störprodukten boomt die Wilderei. Eine Marktanalyse ergab, dass in den vier untersuchten, europäischen Ländern ein Drittel aller Störprodukte illegal vermarktet wurde. DNA- und  Isotopen-Analysen der Störprodukte bestätigten, dass jede 5. der untersuchten Proben noch immer aus illegalem Wildfang stammte.
| 100 g Stör (roh) enthalten durchschnittlich: |        |        |               |        |          |         |            |             |           |
| Energie                                      | Wasser | Fett   | Kohlenhydrate | Eiweiß | Phosphor | Selen   | Vitamin B3 | Vitamin B12 | Vitamin D |
| 440 kJ (105 kcal)                            | 76,6 g | 4,04 g | 0 g           | 16,1 g | 211 mg   | 12,6 µg | 8,3 mg     | 2,2 µg      | 10,3 µg   |

## Etymologie
Die Familie erhielt ihren wissenschaftlichen Namen Acipenseridae 1831 durch Charles Lucien Bonaparte nach der Typusgattung Acipenser Linnaeus, 1758. Die Etymologie von acipenser gilt bisher als unklar. Auf Grund der dünnen Quellenlage ist es nicht sicher, ob acipenser, acupensis u. Ä. im Alten Rom wirklich der Stör war, er wird ja nirgends genauer oder mit einer charakteristischen Eigenschaft beschrieben.
Man deutete das lat. Wort acu-, acipensis oder -penser als „mit spitzen (acu-) Flossen“ (pesna, wegen leichterer Aussprache *pensa > penna, pinna) oder „mit schnellen“ (oci-, vgl. ociter, (gr.) ὠκύς „schnell“) Flossen, d. h. „schnellschwimmend“. Aber Störe haben weder spitze Flossen noch schwimmen sie besonders schnell.
Marinelli (1973) bringt ein, dass die Schwanzflosse der Störe vorne mit scharfkantigen Ganoidschuppen bedeckt ist, die man bei Naturvölkern sogar als Angelhaken verwendet hat. Trägt man einen Stör am Schwanz, so können diese Fulcren (Ganoidschuppen) unerwartet Schmerzen hervorrufen – also könnte es sein, dass der Wortteil -pens- gar nicht auf zur leichteren Aussprache umgestelltes pesn- zurückgeht, sondern mit pensum „Last“ (von pendere „hängen“) zusammenhängt.
Eine andere Deutung bringt A. Guasparri ins Spiel: Vor dem Maul hängen die vier mitunter recht steifen, dünnen (abgeflachten) Barteln herab, die er mit acus (pl, „Nadeln“) vergleicht – acupensis ist hier der „Fisch, an dem vorne Borsten nach unten hängen“ (acuum pensum). Pensum bedeutet im Speziellen aber auch eine „Zuteilung“ einer bestimmten Menge – hier also vielleicht von Spitzen („von Spitzem“). Guasparri bemerkt auch wie schon Varro, dass die Italer die Namen von Tieren ohne Wissen über deren Lebensweise bildeten, während etwa „Stör“ (Mittellatein sturio) mit „Stöbern“ (im Bezug auf die Nahrungssuche am Gewässergrund) zusammenhängen kann. Angesichts der Tatsache, dass Störe zu den größten Süßwasserfischen gehören, ist auch die Herleitung des Namens aus althochdeutsch stôr, altnordisch stór „groß“ plausibel.
Letztlich gibt es Hinweise, dass es sich um eine keltische Bezeichnung handelt, also von *aci-pen-sera. Die drei elementaren Etyma wären dann acri- (Dissim. zu aci-) „mit scharfen Zacken/Ecken“, penno „Kopf“ und serra „Sichel“. Die Bedeutung des Namens wäre etwa „scharfkantig, mit einem Kopf gebogen wie eine Sichel“. Dass es sich um ein keltisches Lehnwort im Lateinischen handelt, ist wegen des Fehlens dieser Fischgattung in Latium plausibel.

## Kultur

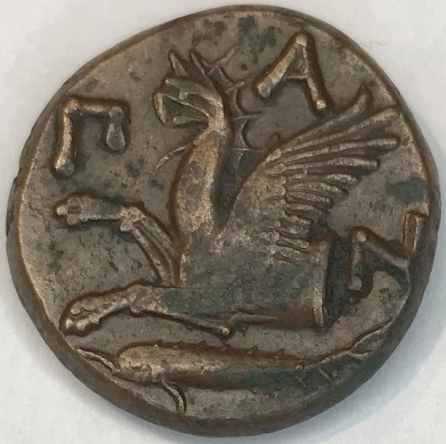
Darstellung eines Störs auf einem antiken Tetrachalkon (Bronzemünze) von Pantikapaion auf der Krim, 310–304 v. Chr.

Ein Stör ist im Wappen von Bahrenfleth und von Bekmünde – zwei Gemeinden im Kreis Steinburg in Schleswig-Holstein – zu sehen. Beide Gemeinden liegen an der Stör, einem rechten Nebenfluss der Elbe. Die russische Stadt Belosersk in Nordwestrussland zeigt auf ihrem Wappen zwei Störe in Form eines Schrägkreuzes. Ebenso ist ein Stör im Wappen der Stadt Baltijsk in der Oblast Kaliningrad, dem früheren Pillau, dargestellt.